# Københavns Godsbanevandtårn
Københavns Godsbanevandtårn beståer af to tårne bygget i henholdsvis 1901 (det lave) og 1907 (det høje). Det lille tårn, med pyramidetag, blev bygget samtidig med godsbanegårdsanlægget og har en kapacitet på 65 m3 og det høje tårn, med saddeltag, har en kapacitet på 200 m3. De to tårne er forbundet med en mellembygning.